# Szilágyi Imre (filozófus)
Szilágyi Imre  (Szentes, 1933. február 26. – Budapest, 1999. augusztus 6.) magyar filozófus, a filozófia tudományok kandidátusa (1974).

## Életpályája
Általános iskolai tanulmányait szülővárosában végezte, majd Szegeden, az Állami I. számú Pedagógiai Gimnáziumban érettségizett. 1957-ben az ELTE Bölcsészettudományi Karán szerzett tanári diplomát. Pályáját Várpalotán, majd a veszprémi Lovassy László Gimnáziumban kezdte, ahol a fiúdiákotthon nevelőtanára is volt. 1959–66 között a győri Felsőfokú Tanítóképző Intézetben pedagógiát és logikát tanított, majd a magyar nyelv és irodalom tanszék vezetője lett. 1966-ban meghívták az Eötvös Loránd Tudományegyetem Filozófia Tanszékére. Itt 30 éven át, nyugdíjba vonulásáig oktatott, főként etikát. 1967-ben bölcsészdoktori címet szerzett az ELTE Bölcsészettudományi Karán.
Az értéketika problémái foglalkoztatták. 1974-ben a filozófiai tudományok kandidátusa lett. Disszertációja: Az érték szférája és objektivitásának paradoxonja (N. Hartmann értéketikájának kritikájához).
Az 1980-as évek elején az elsők között kezdte tanulmányozni és népszerűsíteni egyetemi előadásain Hamvas Béla munkásságát. 1987-ben tanítványaival megalapította és hosszú időn át vezette a Hamvas Béla Kört.
Szilágyi Imre szellemi atyjának és példaképének Martin Heideggert tekintette, Böhm Károlyt pedig a magyar értékkutató iskola megalapozójaként és legjelentősebb alakjaként tisztelte. Filozófiai munkásságának középponti tárgya a lét rész-egészének dialektikus teljessége. E nézőpontból kiindulva elemezte például Móricz Zsigmond, Bartók Béla munkásságát, Babits Mihály, József Attila, Utassy József alkotói világát, s ilyen módon került közel – a magyar filozófia gyökereit kutatva – Bolyai János és Böhm Károly gondolkodói világához.

## Fontosabb művei
- Az „örök” értékek nyomában (Budapest, Gondolat, 1975)
- A klasszikus német idealista filozófia etikájáról – A „van” és a „kell” viszonya a német idealista etikában (Budapest, Oktatási Minisztérium, 1978)
- Önismeret és egzisztencia – válogatott írások sajtó alá rendezte Szilágyi Ágnes Judit (Budapest, Széphalom Könyvműhely, 2007)
- Az alkotó ember erkölcse, Új Írás. 1987. április
- Az élet egyetemes egyensúlya – Móricz Zsigmond lét-és értéktanának középponti kategóriájáról, Új Írás. 1979. november
- Bartók bölcseleti prelúdiuma, Új Írás. 1982. szeptember